# Connor James
Connor James (* 25. August 1982 in Calgary, Alberta) ist ein kanadischer Eishockeyspieler, der zuletzt bei den Straubing Tigers in der Deutschen Eishockey Liga unter Vertrag stand.

## Karriere
Connor James begann seine Karriere als Eishockeyspieler in seiner Heimatstadt bei den Calgary Royals, für die er in der Saison 1999/2000 in der Alberta Junior Hockey League aktiv war. Anschließend spielte er vier Jahre lang für die Mannschaft der University of Denver. In diesem Zeitraum wurde er im NHL Entry Draft 2002 in der neunten Runde als insgesamt 279. Spieler von den Los Angeles Kings ausgewählt. Zunächst lief der Angreifer in der Saison 2004/05 für deren Farmteams, die Bakersfield Condors aus der ECHL und die Manchester Monarchs aus der American Hockey League erstmals im professionellen Eishockey auf, ehe er in der folgenden Spielzeit sein Debüt für die LA Kings in der National Hockey League gab, wobei er in seinem Rookiejahr in zwei Spielen punkt- und straflos blieb.
Am 9. August 2006 erhielt James einen Vertrag als Free Agent bei den Pittsburgh Penguins, für deren AHL-Farmteam Wilkes-Barre/Scranton Penguins er in den folgenden drei Jahren hauptsächlich zum Einsatz kam und mit dem er in der Saison 2007/08 im Calder-Cup-Finale den Chicago Wolves unterlag. Im Laufe der Saison 2008/09 erhielt er zudem das Amt als Mannschaftskapitän im Farmteam der Penguins. Für die Saison 2009/10 erhielt der Kanadier einen Vertrag bei den Augsburger Panthern in der DEL. Am Ende der Saison wurden James und die Panther Deutscher Vizemeister.
Aufgrund eines hochdotierten Vertragsangebots hat er die Augsburger Panther bereits nach einer Saison wieder verlassen und schnürt in der Spielzeit 2010/2011 für die DEG Metro Stars die Schlittschuhe. Der schnelle Skater konnte sich in der zweiten Angriffsformation der DEG etablieren und spielt dort mit seinem Augsburger Mannschaftskameraden Tyler Beechey sowie Evan Kaufmann zusammen. Seine persönliche Plus/Minus-Bilanz steigerte er von +6 auf +16.
Zur Saison 2012/13 wechselte James zu den Nürnberg Ice Tigers, bei denen er seinen Vertrag am 3. Dezember 2013 um zwei weitere Jahre verlängerte. Nach drei Jahren verließ James Nürnberg und wechselte zum Ligakonkurrenten Straubing Tigers.

## Erfolge und Auszeichnungen
- 2005 Teilnahme am ECHL All-Star Game

## Karrierestatistik
(Legende zur Spielerstatistik: Sp oder GP = absolvierte Spiele; T oder G = erzielte Tore; V oder A = erzielte Assists; Pkt oder Pts = erzielte Scorerpunkte; SM oder PIM = erhaltene Strafminuten; +/− = Plus/Minus-Bilanz; PP = erzielte Überzahltore; SH = erzielte Unterzahltore; GW = erzielte Siegtore; 1 Play-downs/Relegation; Kursiv: Statistik nicht vollständig)

## Erfolge und Auszeichnungen
- 2000 AJHL All-Rookie Team
- 2000 AJHL First All-Star Team
- 2000 AJHL Rookie des Jahres
- 2004 NCAA Championship All-Tournament Team